# Silnice II/302
Silnice II/302 je silnice druhé třídy v Královéhradeckém kraji. Je dlouhá 18,2 km a vede po území Broumovska (spojuje města Broumov a Meziměstí). Začíná na hraničním přechodu ve Starostíně (vychází z polské silnice DK35) a končí na hraničním přechodu v Otovicích (napojení na polskou silnici DW385).

## Vedení silnice
- Polsko
- Starostín
- Meziměstí
- Jetřichov
- Hejtmánkovice (II/303)
- Broumov (II/303)
- Otovice
- Polsko